# 恒山建筑群
恒山建筑群，位于山西省大同市浑源县浑源县恒山主峰天峰岭阳面脚下，是中华人民共和国山西省文物保护单位之一。
1986年8月18日，授予山西省文物保护单位，是一座古建筑及历史纪念建筑物。